# Wahlenbergia brachycarpa
Wahlenbergia brachycarpa är en klockväxtart som beskrevs av Rudolf Schlechter. Wahlenbergia brachycarpa ingår i släktet Wahlenbergia och familjen klockväxter. Inga underarter finns listade i Catalogue of Life.